# Rhinolophus huananus
Rhinolophus huananus é uma espécie de morcego da família Rhinolophidae. É endêmica de Taiwan.